# Cesar Martinez (Priester)
Cesar Martinez (* 25. Dezember 1936 in Vigo) ist ein seit 1964 in Deutschland tätiger spanischer römisch-katholischer Priester in der Prälatur Opus Dei, Seelsorger, Theologe und Kirchenrechtler.

## Leben
Martinez wurde als zweites Kind der Eheleute José Martinez und seiner Frau Rosamaria geboren und ist in Vigo aufgewachsen.

Nach dem Abitur (1953) am Gymnasium „Colegio del Pilar“ in Vigo, begann er an der Universität von Santiago de Compostela ein Jurastudium, das er 1958 an der Universität von Barcelona mit dem Titel des Lizenziats abschloss.
Anschließend studierte er Kirchenrecht am Angelicum in Rom, wo er 1960 mit der Dissertation „La naturaleza procesual de la competencia“ (Die Kompetenz im Prozessrecht) promoviert wurde. Sein bereits 1957 begonnenes Theologiestudium schloss er 1962 in Rom ab und wurde am 5. August 1962 in Madrid zum Priester geweiht. 

Nach erster priesterlicher Tätigkeit mit Schwerpunkt in der Jugend- und Studentenseelsorge in Einrichtungen des Opus Dei in Madrid übersiedelte er 1964 nach Deutschland. Dort war er zunächst in apostolischen Einrichtungen des Opus Dei in Köln priesterlich tätig. 

1966 wurde Martinez zum Leiter des Opus Dei für Deutschland ernannt. Dieses Amt hatte er bis 1975 inne. 1976 begann er die apostolische Arbeit des Opus Dei in Münster und ab 1978 im damals zum Bistum Osnabrück gehörenden Hamburg.

Von 1985 bis 1995 war Martinez zunächst als Vizeoffizial, dann als Offizial des Bistums Osnabrück tätig.

1992 erhielt er von Papst Johannes Paul II. den Ehrentitel Kaplan Seiner Heiligkeit verliehen. 

Im November 1998 wechselte er zurück nach Köln, wo er priesterliche Arbeit in den dortigen Einrichtungen des Opus Dei leistete.
Anfang 2008 wurde er von Kardinal Meisner zum Subsidiar an der von Opus-Dei-Priestern betreuten Pfarrkirche St. Pantaleon in Köln ernannt.
Er ist Autor mehrerer Bücher mit Predigten zum Kirchenjahr.

## Veröffentlichungen
- La naturaleza procesual de la competencia. Rom 1962 (Dissertation)
- Verborgene Schätze des Glaubens. Christiana-Verlag, Kisslegg 2019; ISBN 978-3-7171-1319-5 (Rezension in Die Tagespost[3])
- Kein Auge hat gesehen, kein Ohr hat gehört… Christiana-Verlag, Kisslegg 2020; ISBN 978-3-7171-1328-7
- Ich bleibe bei euch alle Tage bis zum Ende der Welt: stimmt das? Christiana-Verlag, Kisslegg 2021; ISBN 978-3-7171-1343-0
- Habt keine Angst. Christiana-Verlag, Kisslegg 2022; ISBN 978-3-7171-1356-0
- Gott – meine Zuversicht. Christiana-Verlag, Kisslegg 2024; ISBN 978-3-7171-1377-5

### Als Herausgeber
- Juan Vicente Boo: Die Entschlüsselung des Vatikans. Fe-Medienverlag, 2022; ISBN 978-3-86357-358-4